# Pouzy-Mésangy
 Pouzy-Mésangy  es una población y comuna francesa, situada en la región de Auvernia, departamento de Allier, en el distrito de Moulins y cantón de Lurcy-Lévis.

## Demografía
| 641 | 644 | 541 | 488 | 429 | 411 |
| Para los censos de 1962 a 1999 la población legal corresponde a la población sin duplicidades (Fuente: INSEE [Consultar]) |     |     |     |     |     |